# Amén (banda)
Amén es una banda peruana de rock alternativo formada en la ciudad de Ventanilla, Callao, en 1995. La banda está integrada por Marcello Motta (vocalista y guitarra), Henry Ueunten (teclados), Sebastian Roca (bajo), Nathan Chara (guitarra), Maluki Santacruz (percución) (y Manuel Chávez (batería). Forman parte de la escena rock de Perú, han explorado y fusionado estilos como el funky, reggae, balada rock, hard rock y rock & roll.

## Historia

### Inicios y formación
En 1995, Marcello Motta, Steve Suárez y Renán Díaz tuvieron su primera presentación juntos en un festival organizado en el distrito de Ventanilla (Callao), su ciudad natal. Previo a dicha presentación eligieron el nombre de la banda.

Una noche antes de esa presentación, Marcello sueña sobre este primer concierto:
"El lugar estaba totalmente lleno y la gente coreaba «AMÉN», el sueño me pareció tan real que cuando desperté lo primero que dije es: Ojalá que así sea”
Antes de salir a la presentación comentó sobre lo soñado a Renán y Steve y les propuso poner a la banda el nombre de “Amén”, idea que fue aceptada por sus compañeros.
En el festival tocaron 4 canciones propias: «Decir adiós”, «Échale la culpa al rock and roll», «El whisky» y «Love and shit»”. Estas canciones tuvieron un recibimiento inesperado para el grupo en su primera presentación. Luego de esta presentación comenzaron a componer nuevos temas y algunos de estos formaron parte de su primer trabajo discográfico.

En 1996, Amén realizó su primera entrevista en Radio San Borja, instancia donde tocaron en vivo. Ese mismo año comenzaron a grabar sus primeros demos y, mientras se desarrollaban estas grabaciones, Marcello conocería a Henry Ueunten, quien contó parte de este primer encuentro:
“Un productor estaba buscando una voz para el jingle de una marca de gaseosa y me comentó que en el estudio donde trabaja había un flaquito que canta muy bien, fue en esas circunstancias que conocía a Marcello, una vez terminada la grabación del jingle, nos quedamos tocando, hablando de música y de las bandas que nos gustaban, la química musical que existía era increíble, desde este momento comenzamos tocar, en mi casa, en los parques, la conexión musical era un motivo para juntarnos cada vez más, pero aún no integraba la banda, en ese año tenía mucho trabajo y eso no me permitió unirme al grupo”.
A mediados del año 1996, un productor comentó a la banda acerca de un concurso de rock en el distrito de Miraflores, y aunque la fecha de inscripción había finalizado un día antes, la banda decidió ir y preguntar por la posibilidad de participar. Luego de insistir consiguieron participar del concurso que tuvo a 180 bandas. Después de muchas audiciones, Amén ganó el concurso de rock.

### Libre(1997)
En 1997 Amén participa en dos concursos de nuevas bandas de rock. El primero  de ellos fue organizado por la discográfica peruana “Discos Hispanos”, cuyo premio era la grabación de un CD y un contrato artístico por 10 años. El segundo concurso fue organizado por Canal 9, el cual ofrecía la grabación de videoclip. Amén ganó estos dos concursos y tuvo la oportunidad de grabar un video, su primer CD y tener la representación de una discográfica. En Radio Doble Nueve aparecieron las canciones «Sé Que Tu No Estas Solo» y «Fumar el Amor».
A finales de 1997 la banda grabó su primer disco titulado Libre. Henry Ueunten participó en la grabación de los teclados y a partir de este momento comenzó a integrar Amén.

### 1998-1999
En el primer trimestre de 1998 la canción «Libre» comenzó a transmitirse en Radio Doble Nueve, Radio Miraflores y en radios del sur de Perú. Asimismo, comenzaron las primeras presentaciones en el interior del país como Moquegua, Arequipa, Tacna, Ica e Ilo. La cantidad de gente que asistía a los conciertos fue una sorpresa para la banda, lo que permitió lograr un arraigo con el público. En 1999 Steve Suárez decide dejar la banda para viajar a Estados Unidos buscando nuevos retos personales, iniciando un periodo de inestabilidad y desorden dentro del grupo.

### 2000-2004
En el 2000 Marcello Motta decide rearmar la banda, esta vez con dos nuevos integrantes: Christian Quesada en el bajo y Claudio Urrutia en la guitarra rítmica y coros. Esta nueva formación permitió retomar la promoción de la banda y los conciertos. En el año 2001, la canción «Decir adiós» fue transmitida en reiteradas ocasiones durante un programa llamado “Radio Insomnio”, que se emitía de madrugada por Radio América y que era conducido por el conocido actor y músico Sergio Galliani. La gran cantidad de llamadas solicitando la canción permitió que unos días después la canción ingresara a todos los programas de la radio. Otras canciones que se hicieron conocer en radioemisoras fueron: «Sé que tu no estás solo», «Libre», «Te quiero», «Una canción por Dios». Durante esta época las giras comenzaron a realizarse nuevamente, pero esta vez con mucha más frecuencia. En el año 2002 se grabó «Fin del tiempo», el segundo disco de la banda, sin embargo, este proceso tuvo diversos contratiempos; esta vez el problema era no musical sino de manejo, pues el mánager retraso la publicación de este segundo disco. Aquello provocó problemas en la producción de los shows y tras la negativa de lanzar este nuevo CD la banda decide terminar la relación con el mánager. Tiempo después, Claudio, Christian y Renán deciden dejar la banda, comenzando un nuevo proyecto musical. Estos problemas hacen tomar diferentes caminos a Marcello y Henry; mientras que el primero viajó a Europa por unos meses, el segundo retomó su trabajo en grabación y producción con diferentes bandas y solistas. Al regresar a Perú Marcello conoció a Sergio Medina (actual mánager) en una entrevista radial; después de muchas conversaciones e intercambios de ideas decidieron armar por segunda vez una nueva banda. A finales de 2003 Marcello conoció a Nathan Chara, y junto a Henry formaron la nueva banda.

### Amén(2004)
En el 2004 en un Jamming organizado en el barrio de Ventanilla, Marcello y Henry conocen a Manuel Chávez, integrándolo como nuevo baterista. En diciembre del 2004 se lanzó el disco con el nombre Amén. Este CD contiene 12 canciones compuestas en letra y música por Marcello Motta, a excepción del tema «Milagros”» compuesta por Freddy Velarde, tío de Marcello. De este disco los temas «Fin del Tiempo», «Por amor» y «Pan con Mantequilla» alcanzaron los primeros lugares en varias radios de Lima y el Perú.

### Tiempos de resurrección(2008)
En febrero de 2008, la banda fue nominada en los Premios APDAYC 2008 como Mejor Artista Rock del año. En diciembre del 2008 Amén lanzó su tercer disco titulado Tiempos de resurrección, el que contiene 13 temas y dos bonus tracks. Todas las canciones son autoría de Marcello Motta que junto a Henry Ueunten se encargaron de la producción del álbum. El primer sencillo «La Chata» alcanzó el primer lugar en diferentes radios a nivel nacional. El segundo sencillo fue «Violar las leyes», canción que cuenta con un videoclip dirigido por Percy Céspedez, reconocido director peruano.

### 2010
La banda tiene un estatus de rock de culto en Lima. Durante la gira de la banda de rock Aerosmith en Lima, Amén es elegida por la propia banda norteamericana para participar su concierto. Es así como el 22 de mayo de 2010 la banda compartió escenario con la banda norteamericana también conocida como "Los chicos malos de Boston".

### 2012
En abril de 2012 la banda realizó su primer concierto en el extranjero, tocando en Argentina en cuatro presentaciones: el jueves 19 de abril en Your club disco, el viernes 20 de abril en Palermo Soho, el sábado 21 de abril en Tabasco rock y el domingo 22 de abril en Plaza caseros. Para este mismo año, la banda preparaba la grabación de su cuarto disco titulado «Somos la gente».
En junio de 2012 realizaron un exitoso concierto en Chiclayo. En los primeros días de julio viajaron a San Petersburgo, Rusia para el festival White Nights Festival, invitados por un músico italiano al que le gustó mucho la música de la banda. Después de una fuerte competencia obtuvieron el tercer puesto. En dicho festival participaron bandas como Natalie Imbruglia, Michael Bolton, Joss Stone. En el festival tocaron algunos temas como «Échale la culpa al rock & roll» y un cover de Wild Thing de la banda inglesa The Troggs.

### 2017
En noviembre de 2017 editaron el disco «Infectado», el cual contiene una versión de la canción «Libre». El 13 de diciembre de 2019 regrabaron el tema «Sé que tú no estás solo» de 1998, pero esta vez estuvieron acompañados de presentadores del canal Latina Televisión para un spot de Navidad.

### 2024
La última presentación masiva de la banda fue en el festival multigénero Reactívate 12 desarrollado el 23 de marzo del 2024 en el Parque de la Exposición de la ciudad de Lima, compartiendo escenario con artistas internacionales como "Auténticos Decadentes", "Ráfaga", "Jerry Rivera" y con artistas nacionales como "Raúl Romero", "Daniela Darcourt", "Mauricio Mesones" y demás.

## Discografía
- Libre (1997)
- Amén (2004)
- Tiempos de resurrección (2008)
- Somos la gente (2015)
- Infectado (2017)
- 2020 (2020)

En vivo
- Acústico en La Noche de Barranco (2004)
- En vivo en el Rockanpop (2007)
- En vivo en La Réplica del Rock (2007)